# Герольд, Андре-Фердинан
Андре́-Фердина́н Геро́льд (Эро) (фр. André-Ferdinand Hérold; 24 февраля 1865 года, Париж — 23 октября 1940 года, Ламастр) — французский писатель и поэт-символист; сын политика Фердинана Герольда, внук композитора Луи-Жозефа-Фердинана Герольда.

## Биография
Родился в Париже в семье политика Фердинана Герольда, изучал палеографию и восточные языки. В 1888 году выпустил своё первое поэтическое произведение — драматическую поэму «L’exil de Harini», сюжет которой взят из древнеиндийского мира. Из сборников оригинальных стихотворений Герольда, появившихся в течение следующего за тем периода, особенно замечательны: «Chevaleries sentimentales» (1893) и «Au hasard des chemins» (1900). Примыкая к сторонникам новых течений, написал немало стихотворений, передающих тонкие, едва уловимые оттенки, одухотворяющие природу и неодушевленные предметы; в области формы показал себя сторонником более свободного, не стеснённого строгими правилами стихосложения, употребляя так называемый «свободный стих» (vers libre), пользуясь рифмами, умышленно лишенными полной точности, иногда походящими скорее на созвучия.
Недостатком поэзии Герольда является, особенно в более ранних вещах, отсутствие самобытности, стремление подражать другим, более выдающимся поэтам; в сборнике «Au hasard des chemins» некоторые пьесы навеяны мистической, полной меланхолии и задумчивости поэзией Жоржа Роденбаха. Герольд много переводил с языков древнего Востока.

## Творчество
- Поэма «L’exil de Harini» (1888)
- Сборник стихов «Chevaleries sentimentales» (1893)
- Сборник стихов «Au hasard des chemins» (1900)
- Сборник стихов «Au hasard des chemins»
- «La légende de S-te Liberata»
- «Floriane et Persigant»

Переводы с языков древнего Востока:
- «L’Upanishad du grand Aranyaka»,
- «L’anneau de Çakuntala»